# GPR171
GPR171, G protein-spregnuti receptor 171, je protein koji je kod čoveka kodiran GPR171 genom.

## Literatura
1. ↑  Jacobs KA, Collins-Racie LA, Colbert M, Duckett M, Golden-Fleet M, Kelleher K, Kriz R, LaVallie ER, Merberg D, Spaulding V, Stover J, Williamson MJ, McCoy JM (1997). „A genetic selection for isolating cDNAs encoding secreted proteins”. Gene. 198 (1-2): 289—96. PMID 9370294. doi:10.1016/S0378-1119(97)00330-2.
2. ↑  „Entrez Gene: GPR171 G protein-coupled receptor 171”.

## Dodatna literatura
- Adams MD; Kerlavage AR; Fleischmann RD;  . (1995). „Initial assessment of human gene diversity and expression patterns based upon 83 million nucleotides of cDNA sequence.”. Nature. 377 (6547 Suppl): 3—174. PMID 7566098. doi:10.1038/377003a0.
- Joensuu T; Hämäläinen R; Yuan B;  . (2001). „Mutations in a novel gene with transmembrane domains underlie Usher syndrome type 3.”. Am. J. Hum. Genet. 69 (4): 673—84. PMC 1226054 . PMID 11524702. doi:10.1086/323610.
- Strausberg RL; Feingold EA; Grouse LH;  . (2003). „Generation and initial analysis of more than 15,000 full-length human and mouse cDNA sequences.”. Proc. Natl. Acad. Sci. U.S.A. 99 (26): 16899—903. PMC 139241 . PMID 12477932. doi:10.1073/pnas.242603899.